# Böldpest
Böldpest är en av tre typer av bakteriell infektion orsakad av Yersinia pestis. Influensalika symptom utvecklas tre till sju dagar efter exponering för bakterien, innefattande bland annat feber, huvudvärk och kräkningar. Svullna och smärtande lymfkörtlar kan påträffas kring området där bakterien tagit sig igenom huden. Ibland kan dessa svullna lymfkörtlar brista, vilket gör att infekterat var rinner ut.
Det finns tre typer av pest: böldpest, blodpest, och lungpest. Böldpest sprids framförallt via infekterade loppor som bärs av smådjur. Det kan också spridas via exponering för kroppsvätskor från döda pestsmittade djur. Vid böldpest tar sig bakterierna genom huden, ofta via bett, för att färdas via lymfkärl till lymfkörtlar där de lägger sig och växer till. Detta gör i sin tur att lymfkörteln svullnar upp. Diagnosen ställs genom att påvisa bakterier i vätska från en påverkad lymfkörtel eller i blodet.
Förebyggande åtgärder är generella folkhälsoåtgärder som att undvika döda djur i områden där pest förekommer. Vaccin har inte visat sig vara mycket användbart för att förebygga pest. Flera antibiotika är effektiva för att behandla böldpest, bland annat streptomycin, gentamicin, och doxycyklin. Utan behandling leder sjukdomen till död hos mellan 30 % och 90 % av de smittade. Med adekvat behandling minskar risken till cirka 10 %. Globalt under 2013 dokumenterades cirka 750 fall, vilka resulterade i 126 dödsfall. Sjukdomen är vanligast i Afrika.
Böldpest har ansetts vara den bakomliggande sjukdom som orsakade digerdöden, vilken härjade i Asien, Europa och Afrika på 1300-talet och dödade uppskattningsvis 50 miljoner människor, varav cirka 25 % till 60 % av Europas befolkning. På senare år har forskning föreslagit att det snarare var ett ännu okänt virus som låg bakom digerdöden och inte en zoonos buren av svartråttan.
Då en så stor andel av den arbetsföra befolkningen avled på grund av pesten, blev levnadsvillkoren kraftigt förbättrade för dem som fortfarande kunde arbeta, eftersom det blev brist på arbetskraft. Vissa historiker ser detta som en vändpunkt i Europas ekonomiska utveckling. Det angliserade latinska begreppet för böldpest, bubonic plague är härlett från det grekiska ordet βουβών, som betyder "ljumske".